# Coupe d'Europe de BMX 2017
Navigation
2016 2018
La Coupe d'Europe de BMX 2017 (2017 BMX European Cup en anglais) est la quatrième édition de la Coupe d'Europe de BMX.
La compétition se déroule du 1 avril au 18 juin 2017 sur 5 rencontres de 2 jours, soit 10 manches. Les lieux de compétitions sont Zolder (Belgique), Erp (Pays-Bas), Prague  (République tchèque), Vérone (Italie) et Sandnes (Norvège).

## Hommes élites

### Résultats
| Lieu            | Date     | Manche    | Vainqueur      |
| --------------- | -------- | --------- | -------------- |
| Zolder Belgique | 1 avril  | Manche 1  | David Graf     |
| Zolder Belgique | 2 avril  | Manche 2  | David Graf     |
| Erp Pays-Bas    | 29 avril | Manche 3  | Niek Kimmann   |
| Erp Pays-Bas    | 30 avril | Manche 4  | Niek Kimmann   |
| Prague Tchéquie | 20 mai   | Manche 5  | Joris Harmsen  |
| Prague Tchéquie | 21 mai   | Manche 6  | Joris Harmsen  |
| Vérone Italie   | 3 juin   | Manche 7  | Kyle Evans     |
| Vérone Italie   | 4 juin   | Manche 8  | Tore Navrestad |
| Sandnes Norvège | 17 juin  | Manche 9  | Kyle Evans     |
| Sandnes Norvège | 18 juin  | Manche 10 | Tore Navrestad |

### Classement
| Pos | Cycliste           | Pays        | Total |
| --- | ------------------ | ----------- | ----- |
| 1   | Kyle Evans         | Royaume-Uni | 325   |
| 2   | Joris Harmsen      | Pays-Bas    | 295   |
| 3   | Aleksandr Katyshev | Russie      | 282   |
| 4   | Tore Navrestad     | Norvège     | 281   |
| 5   | Edzus Treimanis    | Lettonie    | 271   |
| 6   | Rihards Veide      | Lettonie    | 238   |
| 7   | Pavel Malyshenkov  | Russie      | 230   |
| 8   | Curtis Manaton     | Royaume-Uni | 222   |
| 9   | Mitchel Schotman   | Pays-Bas    | 219   |
| 10  | Justin Kimmann     | Pays-Bas    | 191   |

## Femmes élites

### Résultats
| Lieu            | Date     | Manche    | Vainqueur            |
| --------------- | -------- | --------- | -------------------- |
| Zolder Belgique | 1 avril  | Manche 1  | Laura Smulders       |
| Zolder Belgique | 2 avril  | Manche 2  | Laura Smulders       |
| Erp Pays-Bas    | 29 avril | Manche 3  | Laura Smulders       |
| Erp Pays-Bas    | 30 avril | Manche 4  | Natalia Afremova     |
| Prague Tchéquie | 20 mai   | Manche 5  | Laura Smulders       |
| Prague Tchéquie | 21 mai   | Manche 6  | Laura Smulders       |
| Vérone Italie   | 3 juin   | Manche 7  | Mariana Pajón        |
| Vérone Italie   | 4 juin   | Manche 8  | Laura Smulders       |
| Sandnes Norvège | 17 juin  | Manche 9  | Simone Christensen   |
| Sandnes Norvège | 18 juin  | Manche 10 | Yaroslava Bondarenko |

### Classement
| Pos | Cycliste             | Pays      | Total |
| --- | -------------------- | --------- | ----- |
| 1   | Laura Smulders       | Pays-Bas  | 453   |
| 2   | Yaroslava Bondarenko | Russie    | 430   |
| 3   | Simone Christensen   | Danemark  | 317   |
| 4   | Judy Baauw           | Pays-Bas  | 286   |
| 5   | Mariana Pajón        | Venezuela | 153   |
| 6   | Ruby Huisman         | Pays-Bas  | 131   |
| 7   | Svetlana Admakina    | Russie    | 125   |
| 8   | Natalia Suvorova     | Russie    | 122   |
| 9   | Natalia Afremova     | Russie    | 120   |
| 10  | Manon Veenstra       | Pays-Bas  | 113   |